# Конференц-туризм
Конференц-туризм — різновид туризму, що здійснюються з метою участі в конференціях.
Проведення конференцій є ефективним інструментом побудови іміджу й репутації. Великі компанії та організації проводять конференції регулярно. Особливо вдало формат конференції підходить для просування складних продуктів і послуг, інформацію про які важко вмістити в коротке рекламне повідомлення. Величезна частка відповідальности лягає на плечі організаторів конференцій, семінарів, з’їздів, симпозіумів та конгресів, оскільки збори на високому рівні, якими є такі заходи (конференція — від лат. confero — збираю), — це ґрунтовна, продумана до дрібниць підготовка, а головним завданням для організаторів ділової зустрічі вважається оренда конференц-залу.

## Види конференцій
- наукова конференція;
- ехоконференція;
- вебконференція;
- телеконференція;
- конференц-зв’язок, селекторна нарада;
- бізнес конференція;
- пресконференція.

Конференц-туризм — це не тільки підбір конференц-залу, а й створення комфортної атмосфери, умов, необхідних для максимально ефективної роботи учасників конференції.

## Основні послуги
Основними послугами конференц-туризму є:
- консультації і рекомендації з питань планування та організації заходів (конференцій, семінарів, тренінгів, нарад, ділових зустрічей);
- підбір та оренда конференц-залів, аудиторій для семінарів та тренінгів, комп’ютерних класів та аудиторій, виставкових залів;
- кейтеринг;
- організація харчування, узгодження меню (сніданки, обіди, вечері, перерви на каву, святкові вечері, фуршети, бенкети, барбекю);
- зустріч учасників заходу — організована та індивідуальна;
- організація розміщення та проживання учасників заходу;
- організація та забезпечення роботи бізнес-центру в місці проведення заходу: міжміський та міжнародний зв'язок, телефон, телефакс, комп'ютер, принтер, ксерокс, доступ до інтернету, електронна пошта;
- поліграфічні послуги різного формату й складности;
- запис на аудіо, відео, підготовка звітів, стенограм;
- послуги перекладачів: письмовий, послідовний та синхронний переклади;
- транспортне забезпечення (оренда та надання легкових автомобілів, мікроавтобусів, автобусів);
- технічна підтримка заходу: проєкційне обладнання, системи звукопідсилення, обладнання для синхронного перекладу;
- забезпечення учасників заходу канцелярськими товарами (зошити, блокноти, папки, ручки, бейджі тощо);
- забезпечення сувенірною продукцією з логотипом компанії замовника чи атрибутикою конкретного заходу.

Найкращими конференц-готелями світу визнані Sheraton Готель і Центр з’їздів в Анкарі, Туреччина та Emirates Palace, Абу-Дабі в ОАЕ.